# Mary Delany
Mary Delany (nome de solteira Granville) (Coulston, 14 de maio de 1700 - Windsor, 15 de abril de 1788) foi uma artista britânica, membro da Blue Stockings Society, conhecida por suas ilustrações botânicas, mosaicos em papel e correspondências.

## Vida pessoal
Nascida em Coulston, condado de Wiltshire, em 1700. Era filha do coronel Bernard Granville e de Mary Westcombe, fiéis apoiadores da Casa de Stuart. Era sobrinha de George Granville, primeiro barão de Lansdowne, por parte de pai. Mary tinha um irmão mais velho, Bernard, 1699, um irmão mais novo, Bevil, nascido entre 1702 e 1706 e uma irmã, Anne, 1707. Quando jovem, seus pais decidiram levar toda a família para Londres, onde Mary começou a ter ensino formal. Na escola lecionava uma refugiada francesa, Mademoiselle Puelle. Por volta dessa época, ela começou a ter contato com a corte ao passar a viver com sua tia, Lady Stanley, que não tinha filhos, cuja intenção era torná-la uma dama de companhia para a realeza.
Enquanto morava com Lady Stanley, Mary aprendeu inglês, francês, história, música, bordado e dança. Foi assim que ela conheceu Georg Friedrich Händel, com quem aprendeu a compôr músicas, de quem se tornou grande amiga e fã. Os planos de Mary de se tornar dama de companhia foram subitamente arruinados com a morte da Rainha Ana, em 1714, que levou a Casa de Hanover ao poder, com o apoio do Partido Whig. Sua família, então, se mudou para uma propriedade em Buckland, Gloucestershire, onde ficaram bastante isolados da sociedade inglesa. Mary, porém, continuou estudando e praticando a confecção de mosaicos em papel, que fazia desde criança.
No final de 1717, Mary foi convidada por seu tio, Lorde Lansdowne a morar em Wiltshire. Lá ela conheceu Alexander Pendarves, membro do Parlamento por Launceston, de 60 anos, com quem ela se casou, aos 17 anos. Este era um casamento infeliz, mantido pela dependência financeira de sua família com Lorde Lansdowne, que esperava ganhar influência política com a união.
O casal então se mudou para o Castelo de Roscrow , perto de Falmouth, na Cornualha, em abril de 1718. Alexander, porém, começou a adoecer, seu problema de gota se acentuando, o que obrigou Mary a cuidar dele em tempo integral. Em 1721, o casal se mudou para Londres, onde Alexander passou a beber em excesso, mas deu a Mary a chance de reencontrar família e amigos. Em 1724, Alexander faleceu enquanto dormia, deixando a jovem esposa viúva. Como Alexander não alterou o testamento, Mary não herdou nada do marido, nem sua fortuna, já bastante dilapidada na época.
Sem recursos e sem dinheiro, Mary precisava ainda se manter. Viúvas, ao contrário de mulheres solteiras, podiam atuar livremente na sociedade, o que lhe permitiu buscar seus interesses sem ter que depender da aprovação masculina. Provavelmente por sua experiência em um casamento infeliz, ela escreveu:
| “ | Por que as mulheres devem ser levadas à necessidade de se casarem?, algo que sempre deve ser uma questão de escolha! E se uma jovem mulher não tem fortuna suficiente para mantê-la na situação em que foi criada, o que ela pode fazer, além de se casar?. | ” |

Por não ter posses ou propriedades, Mary precisava morar na casa de parentes e amigos. Primeiro, começou a morar com sua tia, Lady Stanley e, com a morte da tia, morou algum tempo na Irlanda, com sua amiga, Sra. Donellan. Lá, ela conheceu o teólogo e clérigo Patrick Delany, já casado. Foi apenas em 1743 que Patrick viajou a Londres e propôs casamento a Mary, para o desagrado da família dela. Os dois se casaram em junho do mesmo ano.
O casal morou em Londres antes de se mudar para Dublin, onde Patrick já tinha uma casa. Ambos eram grandes entusiastas da botânica e jardinagem e a residência em Dublin lhes proporcionava  quietude e o espaço necessário para cultivo e lazer. Além disso, permitia a Mary se dedicar mais às artes, pintando paisagens, decorando a casa ou trabalhando com bordados e colagens. O casal não teve filhos e após 25 anos de casamento, a maior parte deles na Irlanda, Patrick faleceu em Bath, Inglaterra, em 6 de maio de 1768, aos 84 anos, deixando Mary, de 66 anos novamente viúva.

## Últimos anos
Mary passava boa parte de seu tempo, agora viúva novamente, em Bulstrode Park, residência de sua amiga Margaret Bentinck, Duquesa de Portland. Ambas adoravam botânica e era comum vê-las nos arredores da casa coletando espécies e fazendo esboços. Foi nessa época que Mary conheceu dois grandes botânicos da época, Joseph Banks e Daniel Solander, que a encorajaram a continuar com suas ilustrações, colagens e bordados botânicos.
Quando sua amiga Margaret morreu, o Rei Jorge III e a Rainha Carlota lhe deram uma pequena casa em Windsor e uma pensão de 300 libras por ano. Mary ficou amiga da rainha enquanto vivia em Windsor, tornando-se parte importante do círculo da corte e tendo apoiadores abastados e da nobreza, como os consortes.
Mary sempre foi uma artista ávida, mas foi apenas com seu casamento com Patrick Delany que ela pode finalmente aprimorar suas habilidades. Ela desenhava, pintava, bordava e fazia colagens e mosaicos em papel, o qual lhe rendeu fama em pouco tempo pelas cores e precisão das montagens. Junto de Letitia Bushe, artista especializada em aquarelas e miniaturas, embarcou em diversos projetos artísticos.
Em 1771, próximo aos 70 anos, Mary começou a trabalhar com decupagem, moda entre as damas da corte. Seus trabalhos eram ricamente detalhados e precisos botanicamente. Ela usava principalmente papel de seda e coloria à mão suas obras. Mary criou cerca de 1700 trabalhos chamando-os de "Paper Mosaiks".

## Morte
Ela faleceu em Windsor, em 15 de abril de 1788, aos 87 anos.

## Galeria

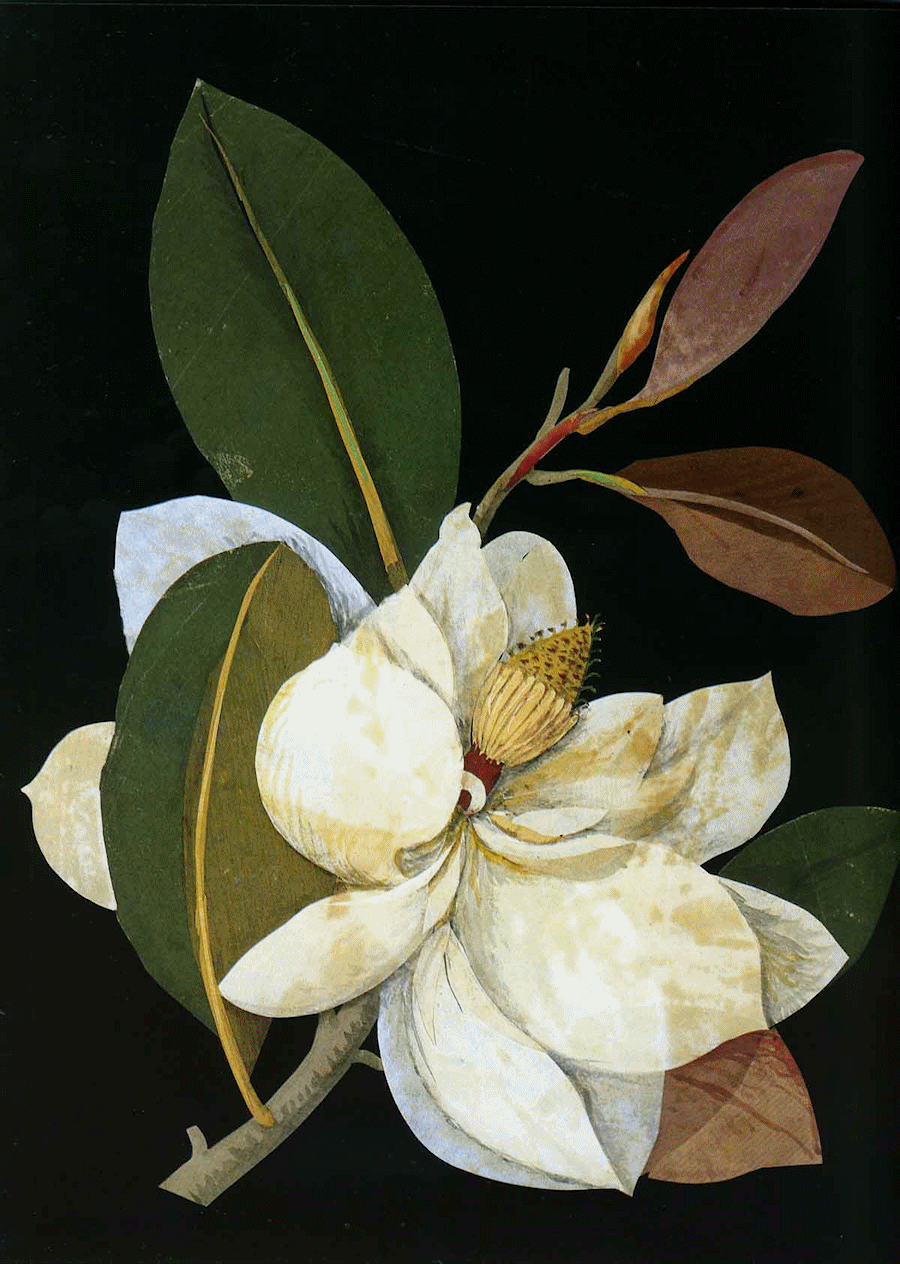
Colagem por Mary Delany
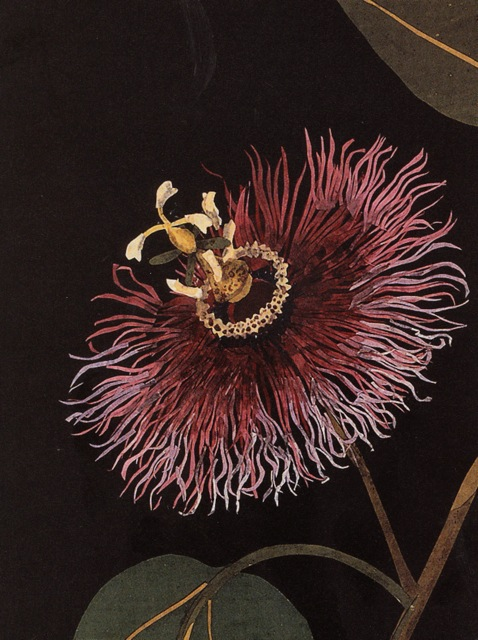
Passiflora laurifolia L. - colagem por Mary Delany
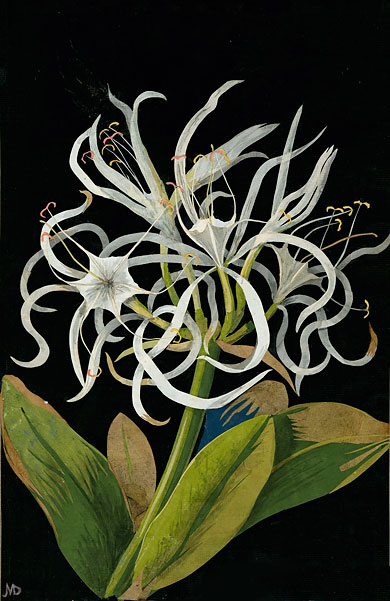
Pancratium maritimum L. - colagem por Mary Delany
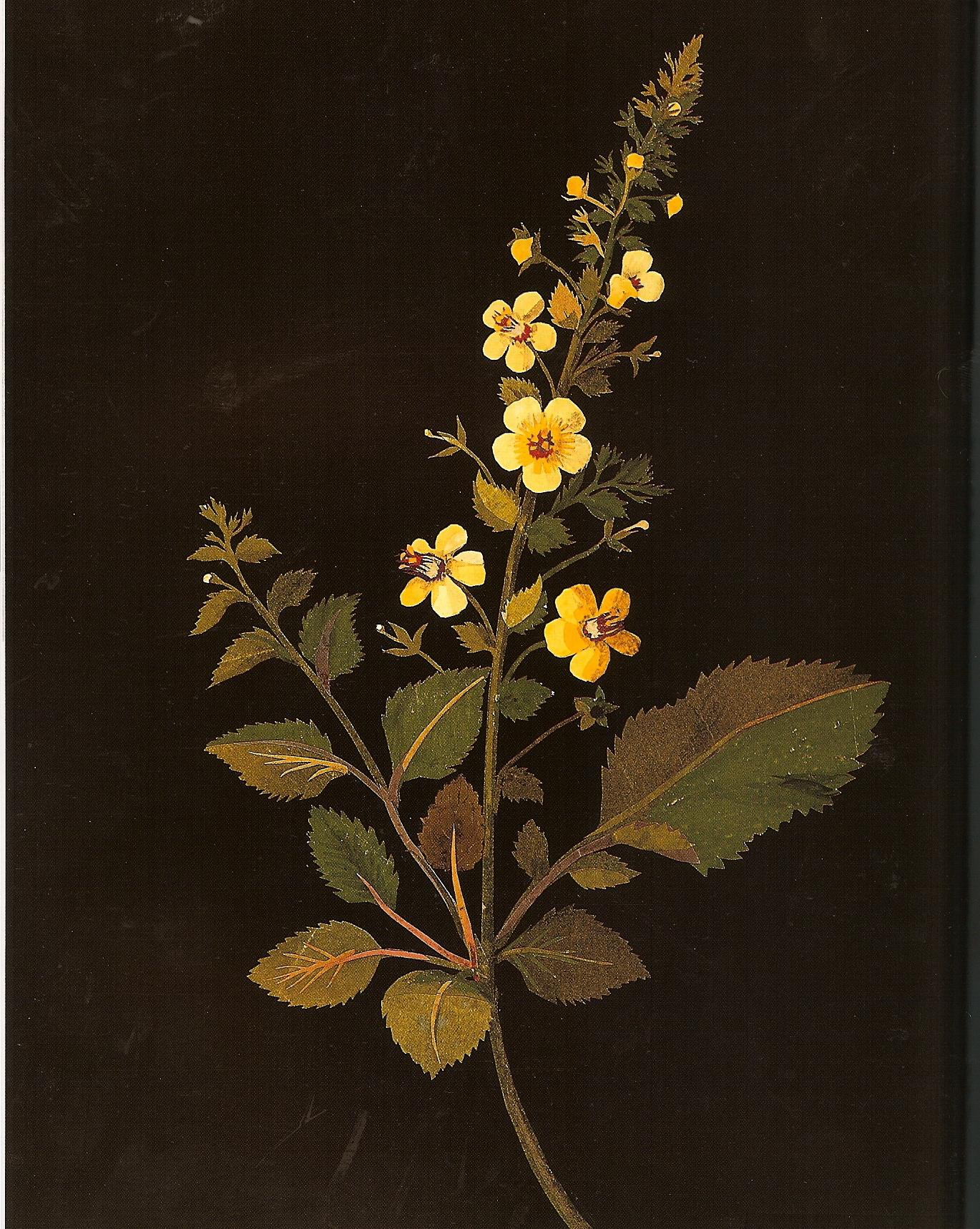
Colagem por Mary Delany
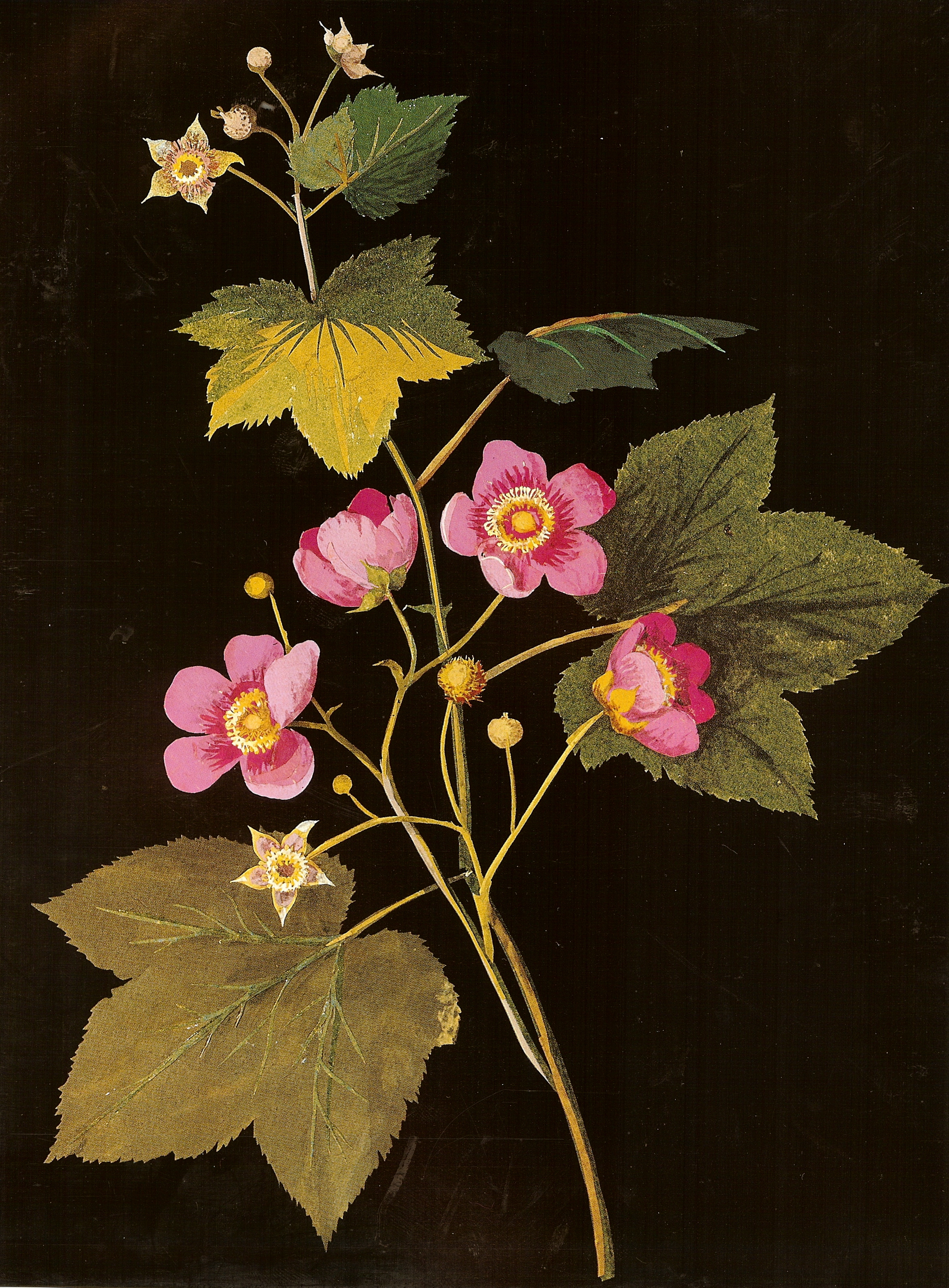
Rubus odoratus L. - colagem por Mary Delany